# Chlorocrisia irrorata
Chlorocrisia irrorata är en fjärilsart som beskrevs av Rothschild 1910. Chlorocrisia irrorata ingår i släktet Chlorocrisia och familjen björnspinnare. Inga underarter finns listade i Catalogue of Life.